# Chironomus antipodensis
Chironomus antipodensis är en tvåvingeart som beskrevs av James E. Sublette och Wirth 1980. Chironomus antipodensis ingår i släktet Chironomus och familjen fjädermyggor. Inga underarter finns listade i Catalogue of Life.